# Kernkraftwerk Garigliano
Das stillgelegte Kernkraftwerk Garigliano bei Sessa Aurunca, Provinz Caserta, Region Kampanien in Italien, am Fluss Garigliano war von 1964 bis 1982 in Betrieb. Derzeitiger Eigentümer und Betreiber ist die Società gestione impianti nucleari (SOGIN), während der Betriebszeit war es bis 1965 die Società ElettroNucleare Nazionale und danach Enel.

## Reaktor
Das Kernkraftwerk Garigliano bestand aus einem Siedewasserreaktor mit einer elektrischen Nettoleistung von 150 MW und einer Bruttoleistung von 160 MW, damit war es zusammen mit Latina das leistungsschwächste Kernkraftwerk Italiens. Der Reaktor gehörte zur ersten Generation von kerntechnischen Anlagen.

## Geschichte
1957 wurde das Projekt ENSI (Energia Nucleare Sud Italia) zum Bau eines Kernkraftwerks in Süditalien entworfen. Zwanzig Hersteller waren bei der Ausschreibung für den Bau des Kraftwerks aufgestellt, 1958 wurde der Vertrag schließlich mit General Electric abgeschlossen. Baubeginn für den Reaktor war am 1. November 1959, dieser wurde am 5. Juni 1963 zum ersten Mal kritisch. Am 1. Januar 1964 wurde das Kernkraftwerk erstmals mit dem Stromnetz synchronisiert, ab dem 1. Juni 1964 befand es sich im kommerziellen Leistungsbetrieb. Das Kernkraftwerk wurde im Jahr 1978 heruntergefahren, da ein Schaden an einem sekundären Dampferzeuger auftrat. Am 1. März 1982 wurde es endgültig stillgelegt, da der Betreiber Enel 1981 zu dem Ergebnis gekommen war, dass die Kosten für eine Reparatur zu hoch seien. Im November 1999 wurde das Kraftwerk, wie auch alle anderen Kernkraftwerke in Italien, der Società gestione impianti nucleari (SOGIN) übergeben. Bis 2016 sollte das Kraftwerk komplett zurückgebaut sein, 2022 wurde verkündet das nun 45 % abgebaut seien.

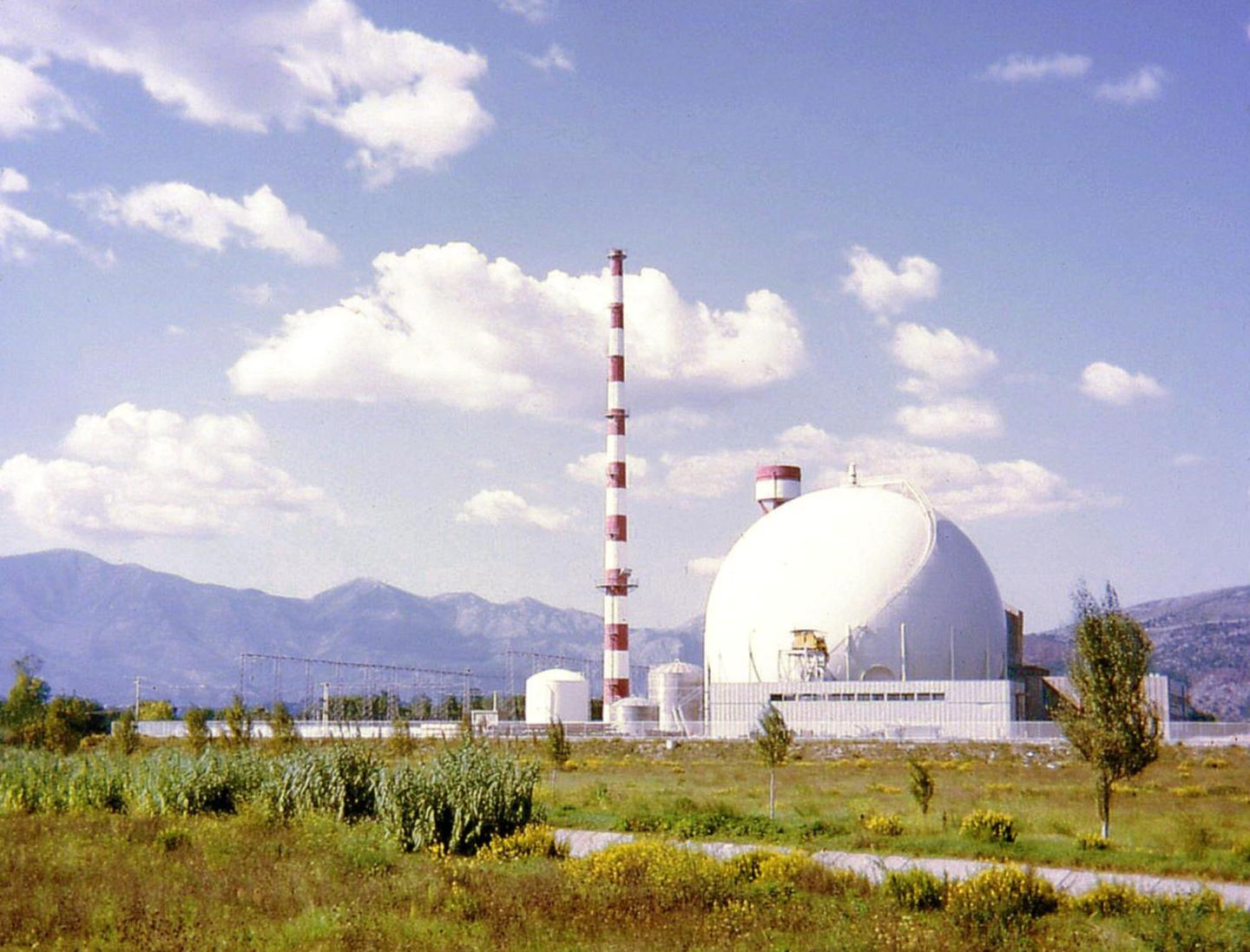
Das Kraftwerksgelände 1970
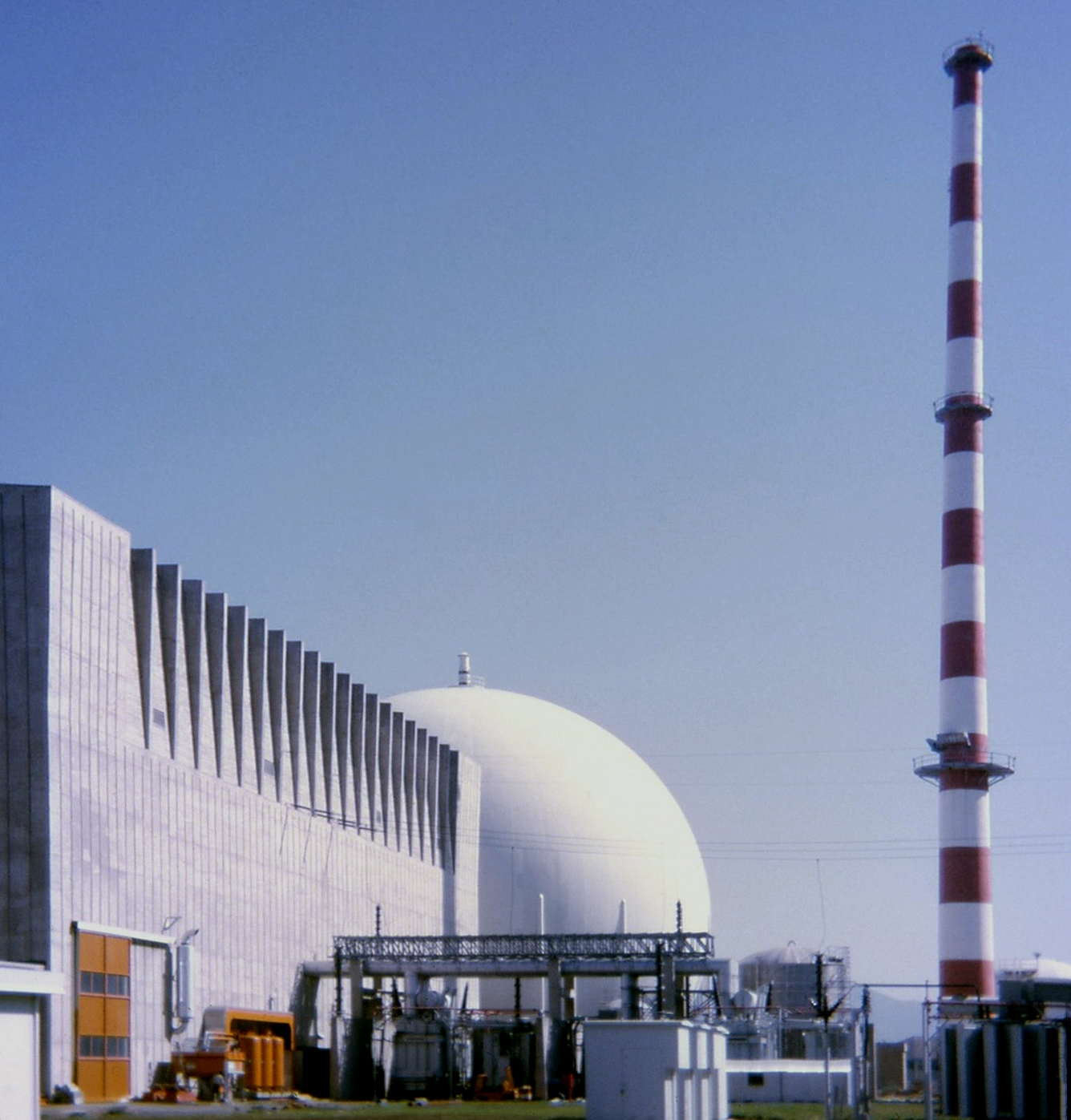
Die Reaktoranlage 1970

## Daten der Reaktorblöcke
Das Kernkraftwerk Garigliano hatte einen Block:
| Reaktorblock | Reaktortyp         | Netto- leistung | Brutto- leistung | Baubeginn  | Netzsyn- chronisation | Kommer- zieller Betrieb | Abschal- tung |
| ------------ | ------------------ | --------------- | ---------------- | ---------- | --------------------- | ----------------------- | ------------- |
| Garigliano   | Siedewasserreaktor | 150 MW          | 160 MW           | 01.11.1959 | 01.01.1964            | 01.06.1964              | 01.03.1982    |